# Ed Lukowich
Eduard „Ed“ Lukowich (* 1. März 1946 in North Battleford, Saskatchewan, Kanada) ist ein kanadischer Curler.
Sein internationales Debüt hatte Lukowich bei der Weltmeisterschaft 1978 in Winnipeg, wo er die Bronzemedaille gewann.
Lukowich spielte als Skip der kanadischen Mannschaft bei den XV. Olympischen Winterspielen 1988 in Calgary im Curling. Die Mannschaft gewann die olympische Bronzemedaille. Da Curling damals noch eine Demonstrationssportart war, besitzt die Medaille keinen offiziellen Status.

## Erfolge
- Weltmeister 1986
- 3. Platz Olympische Winterspiele 1988 (Demonstrationswettbewerb)